# Madeleine de Nagasaki
 (août 2016).
Si vous disposez d'ouvrages ou d'articles de référence ou si vous connaissez des sites web de qualité traitant du thème abordé ici, merci de compléter l'article en donnant les références utiles à sa vérifiabilité et en les liant à la section « Notes et références ».
Madeleine de Nagasaki (長崎のマグダレナ, Nagasaki no Magudarena) (Nagasaki, 1611 - Nagasaki, 15 octobre 1634) est une vierge martyre japonaise membre du Tiers-Ordre des Augustins récollets et reconnue sainte par l'Église catholique.

## Biographie
Madeleine est la fille de chrétiens nobles du Japon. Par sa position sociale, elle reçoit une bonne éducation, elle apprend à lire et écrire en japonais, mais aussi en latin, espagnol et portugais. 
Soixante ans après le début des missions chrétiennes au Japon initiées par le Jésuite saint François Xavier, le nombre de catholiques sur les îles représentent près d'un demi million de personnes vers 1622 avec Nagasaki comme centre. À la même époque, les autorités japonaises se méfient de la croissance du christianisme et commencent à persécuter les pratiquants de cette nouvelle religion par des exécutions de masse en utilisant de nouvelles méthodes de torture pour inciter le peuple à abandonner cette foi. C'est ainsi que les parents et frères de Madeleine sont condamnés à mort alors qu'elle est encore jeune ; orpheline, elle est recueillie par des missionnaires.
En 1624, elle rencontre deux nouveaux missionnaires augustins récollets, François de Jésus et Vincent de saint 
Antoine qu'elle suit en leur servant d'interprète et catéchiste et baptisant de sa main plusieurs de ses compatriotes. La profonde spiritualité des missionnaires provoque un grand intérêt pour Madeleine qui demande à entrer dans le tiers-ordre des récollets.
Les pères François et Vincent sont exécutés en septembre 1632 alors qu'ils rejoignent d'autres missionnaires du même ordre, les pères Melchor de saint Augustin et Martin de saint Nicolas qui sont également martyrisés le 11 décembre 1632, trois mois après leur arrivée au Japon. Elle est ensuite dirigée par Jordan de saint Sébastien, dominicain,  qui lui offre l'habit du Tiers-Ordre dominicain ne voyant aucune objection à appartenir à deux ordres mais ne professant pas les vœux car le père Jordan est arrêté.
Après avoir perdu tous ses pères spirituels, Madeleine décide de se présenter comme chrétienne aux autorités en octobre 1634, elle est aussitôt arrêtée. Elle marche vers la prison déclarant publiquement être chrétienne et appartenir à l'ordre des tertiaires augustins récollets portant l'habit et la ceinture noire. Selon des témoins, alors qu'elle est en prison, elle est le réconfort et la joie des prisonniers chantant des hymnes et des chants religieux.
Au cours du procès, les autorités japonaises essayent de lui faire renoncer à sa foi ; à cause de sa beauté et de sa jeunesse, on lui offre le pardon si elle se marie mais elle répond qu'elle est l'épouse de Jésus-Christ. Elle est ensuite condamnée à boire de grandes quantités d'eau pour la faire vomir après lui avoir placé des poids sur le ventre et en plaçant sa tête vers le bas. Une autre torture est de lui enfoncer des bâtons de bambou dans les doigts. Face à l'abnégation de la jeune fille, la décision est prise de la condamner au supplice de la fosse.
Elle est conduite vers le lieu du martyre pendant qu'elle chante et encourage les passants à se convertir à la foi catholique et leur demande de prier pour elle pour obtenir la force nécessaire au moment final. En arrivant à l'endroit indiqué, on l'introduit dans un trou de sorte que la moitié de son corps est à l'intérieur de la fosse et les jambes à l'extérieur, liée à une planche l'empêchant de bouger, et gardée par des soldats ayant ordre de rester jusqu'à sa mort. Elle survit pendant treize jours où normalement une personne peut vivre trois à quatre jours dans cette position, elle meurt à la suite d'une forte tempête où elle meurt noyée. Pour empêcher les chrétiens de vénérer ses restes, ordre est donné de brûler le corps et de répandre les cendres. Selon des témoins, alors qu'elle est tourmentée, la martyre demande aux gardiens s'ils veulent l'entendre chanter, à leur réponse positive, elle chante des hymnes et des chants religieux ce qui fait qu'elle est surnommée la sainte Cécile du Japon. 
Madeleine est béatifiée avec un groupe de 16 autres martyrs du Japon par le pape Jean-Paul II à Manille en 1981 et canonisée par le même pape à Rome le 18 octobre 1987. Le long processus de plus de trois siècles fut entravée par la perte de documents de la cause de canonisation dont la déclaration de quarante témoins de 1638. Il y avait cependant encore de nombreux documents suffisants pour que le pape approuve sa canonisation. Elle est la patronne des membres du Tiers-Ordre des Augustins récollets.